# No Need to Argue
No Need to Argue (česky "Netřeba se hádat") je album irské skupiny The Cranberries, které vyšlo v roce 1994. Toto album se stalo nejúspěšnějším za celé působení této hudební formace a prodalo se jej přes 16 milionů kopií.
Největším hitem se stala píseň Zombie. Celkově je album temnější než debut Everybody Else Is Doing It, So Why Can't We?. I texty zpěvačky Dolores O'Riordan jsou mnohem vyzrálejší texty, nejčastěji pojednávají o válce, smrti, lásce a zklamání. V některých písních zní její hlas mnohem rockověji a vyspěleji než na debutu.

## Seznam písní
1. Ode to My Family – 4:30
2. I Can't Be With You – 3:07
3. Twenty One – 3:07
4. Zombie – 5:06
5. Empty – 3:26
6. Everything I Said – 3:52
7. The Icicle Melts – 2:54
8. Disappointment – 4:14
9. Riduculous Thoughts – 4:31
10. Dreaming My Dreams – 3:37
11. Yeat's Grave – 2:59
12. Daffodil Lament – 6:14
13. No Need to Argue – 2:54

### Bonusy
1. Away – 2:38
2. I Don't Need – 3:52
3. (They Long to Be) Close to You – 2:41
4. So Cold in Ireland – 4:45
5. Zombie (Hump mix) – 7:54

## Umístění ve světě
| Hitparáda      | Umístění |
| -------------- | -------- |
| Velká Británie | 2        |
| USA            | 6        |

| Prodejnost | Počet      |
| ---------- | ---------- |
| Celkem     | 16,700,000 |